# Стерлинг (Мичиген)
Стерлинг (енгл. Sterling) град је у америчкој савезној држави Мичиген.

## Демографија
По попису из 2010. године број становника је 530, што је 3 (-0,6%) становника мање него 2000. године.
| Група             | 2000.       | 2010.       |
| Белци             | 516 (96,8%) | 506 (95,5%) |
| Афроамериканци    | 0 (0,0%)    | 0 (0,0%)    |
| Азијати           | 0 (0,0%)    | 0 (0,0%)    |
| Хиспаноамериканци | 6 (1,1%)    | 9 (1,7%)    |
| Укупно            | 533         | 530         |